# Mallobathra
Mallobathra é um gênero de mariposa pertencente à família Acrolophidae.